# Liste der Biografien/Ney
Liste der Biografien |
Portal Biografien |
Personensuche
# |
A |
B |
C |
D |
E |
F |
G |
H |
I |
J |
K |
L |
M |
N |
O |
P |
Q |
R |
S |
T |
U |
V |
W |
X |
Y |
Z |
?
 
Na |
Nb |
Nc |
Nd |
Ne |
Nf |
Ng |
Nh |
Ni |
Nj |
Nk |
Nl |
Nm |
Nn |
No |
Nr |
Ns |
Nt |
Nu |
Nv |
Nw |
Nx |
Ny |
Nz
 
Nea |
Neb |
Nec |
Ned |
Nee |
Nef |
Neg |
Neh |
Nei |
Nej |
Nek |
Nel |
Nem |
Nen |
Neo |
Nep |
Ner |
Nes |
Net |
Neu |
Nev |
New |
Nex |
Ney |
Nez
Die Liste der Biografien führt alle Personen auf, die in der deutschsprachigen Wikipedia einen Artikel haben. Dieses ist eine Teilliste mit 65 Einträgen von Personen, deren Namen mit den Buchstaben „Ney“ beginnt.

## Ney
- Ney, Adam (1800–1879), deutscher Bildhauer
- Ney, Arthur (1887–1963), deutsch-schweizerischer Komponist und Dirigent
- Ney, Bertrand (* 1955), luxemburgischer bildender Künstler
- Ney, Camille (1919–1984), luxemburgischer Politiker, Mitglied der Chamber und MdEP
- Ney, Carl Eduard (1841–1915), deutscher Förster und Dichter in pfälzischer Mundart
- Ney, Elisabet (1833–1907), deutsch-amerikanische Bildhauerin
- Ney, Elly (1882–1968), deutsche PianistinElly Ney (1882–1968)

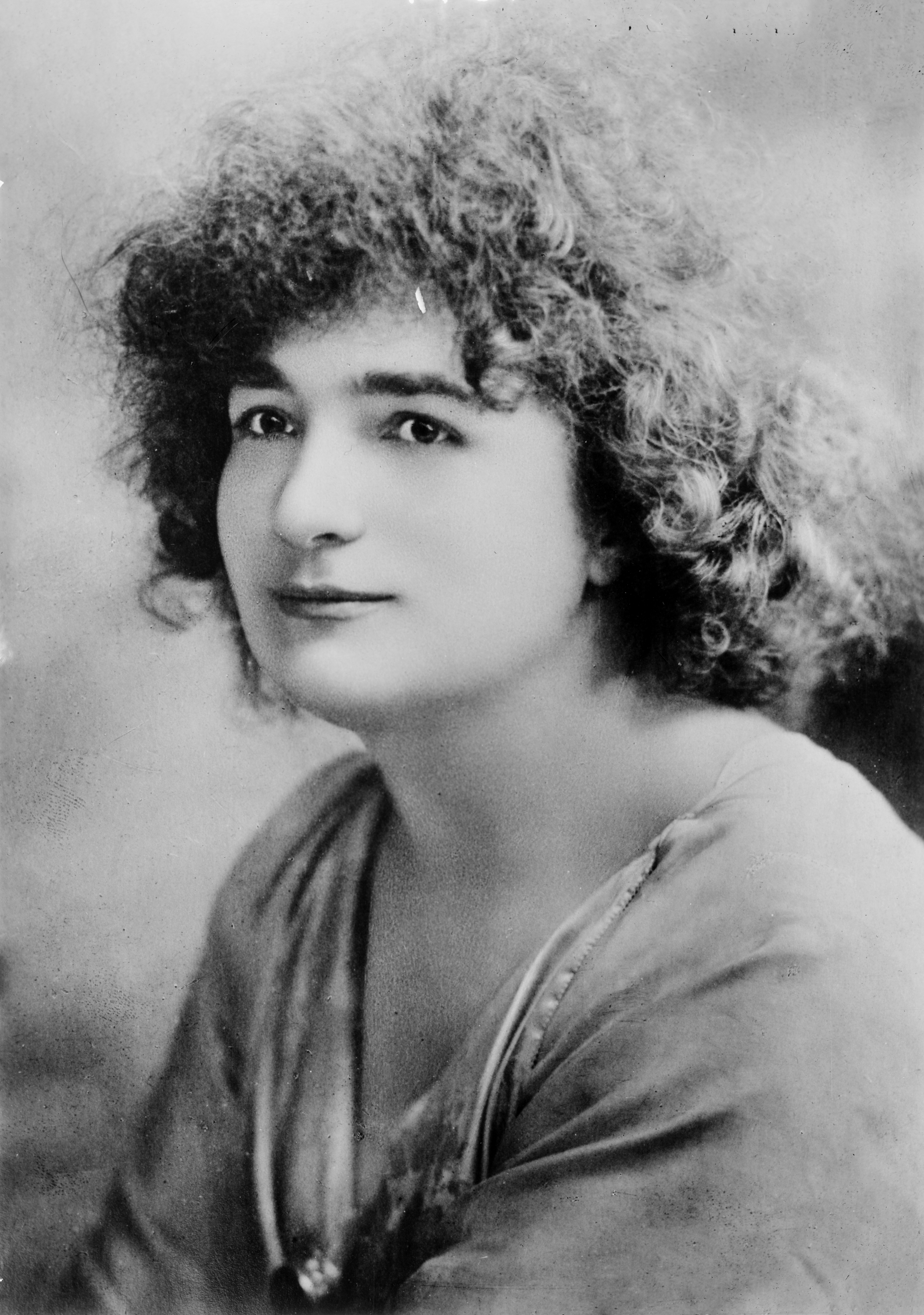
Elly Ney (1882–1968)

- Ney, Enrico (* 1973), deutscher Handballtorwart
- Ney, Gottfried (1874–1952), deutscher Diplomat
- Ney, Hans (1924–2016), deutscher Fregattenkapitän der Bundesmarine und Heimatforscher im Nordseebad Hooksiel
- Ney, Heinrich Louis (* 1952), Schweizer Maler und Aktionskünstler
- Ney, Herbert (* 1955), deutscher Fußballspieler
- Ney, Hermann (* 1952), deutscher Informatiker
- Ney, Hubert (1892–1984), deutscher Politiker (Zentrum, CVP, CDU, CNG), MdL
- Ney, Joey (* 1992), deutscher Basketballspieler
- Ney, Marcel (1874–1928), Schweizer Statistiker
- Ney, Maria (1890–1959), deutsche Kabarettistin
- Ney, Marie (1895–1981), englische Charakterschauspielerin
- Ney, Martin (* 1956), deutscher Diplomat
- Ney, Martin (* 1970), deutscher SerienmörderMartin Ney (* 1970)

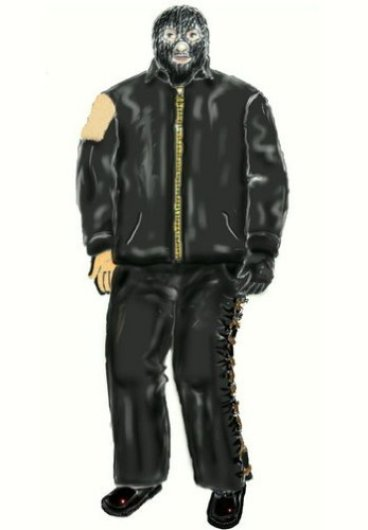
Martin Ney (* 1970)

- Ney, Michel (1769–1815), französischer General
- Ney, Nico (* 1956), luxemburgischer Radrennfahrer
- Ney, Niklas (* 1995), deutscher Basketballspieler
- Ney, Norbert (* 1951), freier deutscher Autor, Reiseschriftsteller, Journalist und Fotograf
- Ney, Peter (* 1930), US-amerikanischer Mathematiker
- Ney, Richard (1916–2004), US-amerikanischer Schauspieler
- Ney, Robert (* 1954), US-amerikanischer Politiker
- Ney, Sylvio (* 1977), deutscher Handballspieler

### Neye
- Neye, Louis (1863–1955), deutscher Fachlehrer für Landwirtschaft und Lehrbuchautor
- Neye, Walther (1901–1989), deutscher Jurist, Hochschullehrer und Universitätsrektor
- Neyedli, Scott (* 1978), schottischer Triathlet
- Neyens, Maarten (* 1985), belgischer Radrennfahrer
- Neyer, Bernhard (1870–1944), österreichischer Politiker (CS), Landesrat und Landtagsabgeordneter von Vorarlberg
- Neyer, Engelbert (1880–1957), österreichischer Politiker (CSP), Landtagsabgeordneter zum Vorarlberger Landtag
- Neyer, Franz Josef (* 1961), deutscher Psychologe und Hochschullehrer
- Neyer, Jürgen (* 1966), deutscher Politologe
- Neyer, Megan (* 1962), US-amerikanische Wasserspringerin
- Neyer, Nico (* 1951), luxemburgischer Radrennfahrer
- Neyer, Siegfried (* 1955), österreichischer Politiker (FPÖ), Landtagsabgeordneter
- Neyers, Kurt (1900–1969), deutscher Landschafts- und Stilllebenmaler
- Neyestani, Mana (* 1973), iranischer Comiczeichner, Illustrator und Designer und gehört den Azeri

### Neyf
- Neyffer, Johann Christoph (1582–1632), württembergischer Maler und Zeichner

### Neyl
- Neylan, Rachel (* 1982), australische Radrennfahrerin
- Neylon, Cameron (* 1973), australischer Open-Access-Aktivist
- Neylon, Thomas Joseph (* 1958), britischer römisch-katholischer Geistlicher, Weihbischof in Liverpool

### Neym
- Neyma (* 1979), mosambikanische Sängerin und Unternehmerin
- Neyman, Andrey (* 1982), deutscher Schauspieler, Regie- und Produktionsassistent
- Neyman, Benny (1951–2008), niederländischer Sänger
- Neyman, Jerzy (1894–1981), polnischer Mathematiker und Autor
- Neymann, Eva (* 1974), deutsch-ukrainische Regisseurin
- Neymar (* 1992), brasilianischer FußballspielerNeymar (* 1992)

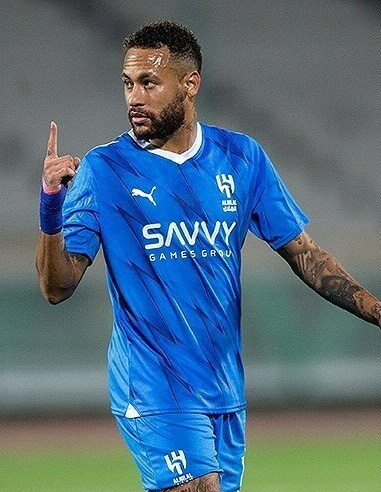
Neymar (* 1992)

- Neymeyr, Barbara (* 1961), deutsche Literaturwissenschaftlerin und Philosophin
- Neymeyr, Ulrich (* 1957), deutscher Geistlicher, Weihbischof in Mainz

### Neyn
- Neyn, Pieter de (1597–1639), holländischer Maler

### Neyo
- Neyou, Yvan (* 1997), kamerunischer Fußballspieler

### Neyr
- Neyra, Demetrio (1908–1957), peruanischer Fußballspieler
- Neyret, Bob (* 1934), französischer Unternehmer und Autorennfahrer
- Neyron, Peter Joseph (1740–1806), deutscher Jurist und Hochschullehrer

### Neys
- Neyses, Joseph (1893–1988), deutscher Musiker
- Neyses, Matthias (1872–1946), deutscher Landwirt und Agrarpolitiker (Zentrumspartei)
- Neyses, Michael (* 1968), deutscher Politiker (Piraten, Bündnis 90/Die Grünen) Mitglied des Saarländischen Landtags

### Neyt
- Neyt, Adolphe (1830–1892), belgischer Industrieller, liberaler Politiker, Photograph und Waffensammler
- Neyt, Maurice (1928–2006), belgischer Radrennfahrer
- Neyts, Charlotta Louisa Henriëtta († 1883), niederländische Schauspielerin und Sängerin
- Neyts-Uyttebroeck, Annemie (* 1944), belgische Politikerin, MdEP